# Квемо Шуахеві
Квемо Шуахеві (груз. ქვემო შუახევი) — село в Грузії.
За даними перепису населення 2014 року в селі проживає 91 особа.